# نبرد صنابره
نبرد صنابره (انگلیسی: Battle of al-Sannabra)، نبردی است در سال ۱۱۱۳ میان نیروهای پادشاهی اورشلیم به رهبری بالدوین یکم و نیروهای سلجوقی به رهبری مودود موصل که با شکست نیروهای صلیبی و پیروزی سلجوقیان همراه بود.